# Przodownik turystyki górskiej PTTK
Przodownik turystyki górskiej PTTK – członek kadry programowej Polskiego Towarzystwa Turystyczno-Krajoznawczego. Zadaniem przodownika jest popularyzacja turystyki górskiej i wiedzy o górach oraz propagowanie Górskiej Odznaki Turystycznej PTTK jako czynnika zachęcającego do poznawania gór.
Kandydat na przodownika musi być członkiem PTTK, mieć ukończone 18 lat, posiadać minimum średnie wykształcenie oraz GOT PTTK w stopniu małym złotym. Ponadto musi znać dokładnie obszary górskie, na które ma mieć uprawnienia, w szczególności znajomość ich topografii i zagospodarowania, znać zasad zachowania się w górach oraz posiadać umiejętność prowadzenia wycieczek górskich.